# スティーラーズ (2013年の映画)
『スティーラーズ』（Pawn Shop Chronicles）は、2013年のアメリカ合衆国のコメディ映画。ウェイン・クラマー監督、アダム・ミナロヴィッチ脚本。アメリカ合衆国南部の田舎町を舞台に、ある質屋に客としてやって来た3人の男たちそれぞれの「その後」を描いたオムニバス映画。3つのストーリーは互いに絡み合っている。ポール・ウォーカーの最後の出演作であり、これが公開された4ヶ月後に亡くなった。

## ストーリー
アルトンは質屋を経営している。ヴァーノンは、ロウドッグとランディと共に強盗を計画しているのだが、待ち合わせ場所へ向かう途中で、ガソリン代を捻出するためにショットガンを質に入れてしまう。
一方、新婚旅行の当座の金を調達するために質屋へ来たリチャードは、6年前に行方不明となった前妻の指輪を見つける。彼女の居場所を聞き出すために、紆余曲折の末、リチャードはジョニーの家を訪ねる。更に、プレスリーのモノマネでドサ回りをしている芸人リッキーは文無しとなり、仕方なくプレスリー本人が実際に使っていたという金のメダルを質に入れる。

## キャスト
※括弧内は日本語吹替
- ロウドッグ - ポール・ウォーカー（日野聡）
- ランディ - ケヴィン・ランキン：ロウドッグの仲間
- ヴァーノン - ルーカス・ハース（益山武明）：ロウドッグの仲間
- スタンリー - ノーマン・リーダス：売人
- ザ・マン - トーマス・ジェーン（近藤浩徳）
- リチャード - マット・ディロン（森川智之）
- JJ・トンプソン - DJクオールズ
- ジョニー・ショー - イライジャ・ウッド（寺島拓篤）：誘拐犯
- リッキー・バルドースキー - ブレンダン・フレイザー（杉田智和）：プレスリーの物真似芸人
- アルトン - ヴィンセント・ドノフリオ（荒井勇樹）： 質屋の主人
- ジョンソン - シャイ・マクブライド： 質屋に入り浸っている黒人の老人
- ベン - マイケル・カドリッツ：JJの叔父
- テレサ - アシュリー・シンプソン（鳴海杏子）：リッキーの恋人
- サンディ - レイチェル・レフィブレ（沖佳苗）：リチャードの妻

## 評価
『ハリウッド・レポーター』のフランク・シェックは、役者の好演を無駄遣いしている、と批判した。